# 森岡悠
森岡 悠（もりおか ゆう、1996年7月9日 - ）は、日本の女優、タレント。女性アイドルグループ『GEM』の元メンバー。
福岡県出身。エイベックス・マネジメント所属。愛称は、ちゃんまん。

## 略歴
2007年12月27日、『avex audition project 俳優・タレント・モデルオーディション』に合格。
2012年5月19日、応募していた『avex アイドルオーディション2012』の最終選考に合格し、iDOL Streetのデビュー候補生であるストリート生に3期生として加入した。同年6月12日、中野サンプラザで行われた『SUPER☆GiRLS生誕2周年記念SP＆アイドルストリートカーニバル2012』において、内村莉彩、金浜菜夏美、久保紗彩と共にストリート生内のチームw-Street FUKUOKAとして初お披露目された。
同年12月25日、中野サンプラザで行われた『SUPER☆GiRLS Every Body JUMP!! 2012 FINAL 〜X'mas Special〜』に出演。iDOL Streetレーベル第3弾グループGEMのスターティングメンバーに選抜されたことが発表された。以降、GEMの正式メンバーが決定するまでのあいだは、GEMスターティングメンバーとしての活動とストリート生としての活動を並行して行うこととなる。2013年4月1日、『ストリーーーーーグ』の最終公演『iDOL Street NEXT Street 2013』において、w-Street FUKUOKAからe-Street TOKYOへ移籍することが発表された。同年6月11日、GEMの正式メンバーに選ばれた。GEMは7枚のシングルと1枚のアルバムを発表し、2018年3月31日をもって解散した。今後については「お芝居の道に進んでいくことに決めました」と語っており、女優として活動している。
これまでエイベックス・マネジメントとの「専属契約」という形で活動していたが、その契約を2021年3月をもって終了し、同年4月から「エージェント契約」になった。

## 人物
- w-Street FUKUOKA時代はリーダーを務めていた[9]。また、GEM時代のMy GEM[注 2]はシトリン、グループ内の担当カラーは黄色だった。
- 2学年下の弟がいる。
- 特技は前向きに考えること。趣味はおいしい食べ物探し、星を見ること。好きな食べ物はチョコレート、もつ鍋、ホットケーキ、たこ焼き、チーズ、シュークリーム、生麩田楽、いももち(もちもちしたものが好き)、和菓子、フルーツタルト、プリンなど。苦手な食べ物は、生臭いもの、苦いもの。福岡ソフトバンクホークスのファンである[10]。
- 先述のavexオーディションの同期合格者には同グループの武田舞彩、東京女子流の山邊未夢、SUPER☆GiRLSの田中美麗、AKB48の木﨑ゆりあがいる[2]。
- 言葉遣いが独特であり、ファンやメンバーからよく真似されている。代表的なものは、「おかしいでしょー」・「ちょいちょいちょい！」である。
- 将来の夢は女優である[11]。

## 作品

### 参加作品
- ハロ・クリダンス（2017年9月27日、「妖ベックス連合軍」名義） - アニメ「妖怪ウォッチ」エンディングテーマ曲[12]
- 『不思議の国のカンタータ 2019』収録（2019年2月13日発売）
  - Notice from Guild（「ロイヤリティギルド」名義）
  - No legitimacy Guild（「ロイヤリティギルド」名義）

### カレンダー
- 「MORIOKA YU 卓上カレンダー2023」 2023年4月 - 2024年3月 （2023年3月）

## 出演

### テレビ
- 福岡恋愛白書8（2013年3月22日、KBCテレビ）[13]

### ラジオ
- GIRLS♥GIRLS♥GIRLS =RED ZONE=「GEM★カラット」（2014年7月3日 - 2017年3月30日、FM-FUJI） - メインパーソナリティー
- 森岡悠のYU! YOU! TIME!（2019年1月26日 - 、Voicy）
- カンタータのラジオ（2019年8月26日（25日深夜）、ラジオ日本）[14]

### 短編映画
- 超絶☆学園〜未来へのSTEP〜（2012年8月18日公開、東宝、エイベックス・マネジメント）

### 舞台
2013年
- 超絶☆歌劇団2013『SUPER☆WORLD 〜彼女達の冒険〜』（2013年11月2日 - 9日、DDD青山クロスシアター） - 僧侶 ノリウサ 役（ダブルキャスト）

2015年
- 超絶☆歌劇団2015『SUPER☆WORLD RETURNS 〜彼女達の冒険〜』（2015年2月11日 - 15日、DDD青山クロスシアター） - 盗賊 ちゃんまん 役（ダブルキャスト）[15]
- Girls Street Theater 2015『座・花御代コンチェルト』（2015年11月6日 - 15日、CBGKシブゲキ!!） - 菜美 役（ダブルキャスト）[16]

2016年
- 演劇ユニット3LDK『カサブタかきむしれっ!』（2016年3月2日、中野ザ・ポケット） - ゲスト出演
- 劇団た組。舞台版『惡の華』（2016年7月27日 - 31日、浅草ゆめまち劇場） - 木下亜衣　役
- 舞台版『ReLIFE／リライフ』（東京公演：2016年9月8日 - 19日、サンシャイン劇場 / 大阪公演：9月24日 - 25日、梅田芸術劇場 シアター・ドラマシティ） - 玉来ほのか 役（ダブルキャスト）

2017年
- 『空想ペルクライム / Les Nankayaru』（2017年8月24日・25日、中目黒キンケロシアター） - 日替わり出演
- 宮崎理奈プロデュース公演『不思議の国のカンタータ 〜泣き声混じりの空想歌〜』（2017年11月22日 - 26日、新宿村LIVE） - ツキヨミ 役（ダブルキャスト）
- タタカッテシネ第4.5回公演『燈火の中、貴方を想ふ』（2017年12月7日、劇場HOPE） - ゲスト出演

2018年
- トキヲイキル第2回公演『燈火の中、貴方を想ふ』（2018年4月11日 - 15日、ぽんプラザホール）
- Otona Project 演劇ユニット【爆走おとな小学生】第六回課外授業『流さないラジオ』（2018年6月19日 - 24日、コフレリオ新宿シアター）
- タタカッテシネ & トキヲイキル合同公演『瀬戸内少女ラジオ局』福岡公演（2018年8月8日 - 12日、ぽんプラザホール） - 田頭良子 役
- SANETTY Produce『OverSmile』（2018年9月12日 - 17日、CBGKシブゲキ!!） - 竹原弥生 役
- Otona Project 演劇ユニット【爆走おとな小学生】第五回特別授業『あたしをくらえ。』team Vウィルス（ヴィーガン）（2018年10月11日 - 15日、新宿村LIVE） - 千賀あかね 役
- Bobjack Theater vol.23『ライナスの毛布』（2018年12月18日 - 23日、アトリエファンファーレ東新宿） - 君嶋多恵 役・南塚萌日香 役・前島多恵 役

2019年
- 宮崎理奈プロデュース公演『不思議の国のカンタータ 2019』（2019年2月13日 - 17日、CBGKシブゲキ!!） - ツキヨミ 役（ダブルキャスト）
- 第6回 東出有貴プロデュース舞台『THE GOEMON 〜episode 0〜』（2019年3月27日 - 29日、座・高円寺2）・『THE GOEMON 〜SPECIAL LIVE〜』（2019年3月30日、代々木MUSE 本館） - 一ノ瀬涼香 役
- 劇団皇帝ケチャップ第8回本公演『私の娘でいて欲しい』（2019年4月27日 - 29日、浅草九劇） - 主演・浮島皐月 役（ダブルキャスト）[17]
- ZERO BEAT. 第5回本公演『怪盗協奏曲』（2019年5月28日 - 6月2日、ザムザ阿佐ヶ谷）- ボム 役・シータ 役
- 企画演劇集団ボクラ団義 vol.22 特別本公演『関ヶ原で⼀⼈』（2019年7月4日 - 15日、シアターグリーン BIG TREE THEATER） -  細川ガラシャ 役・木下由梨香 役
- DMF/ENG提携公演 vol.5『LAST SMILE -ラストスマイル-』（2019年8月23日 - 9月1日、シアターグリーン BIG TREE THEATER）- ミンシャー 役[18]
- マルガリータ企画『マルガリータピザ1st CUT』（2019年9月17日 - 23日、シアターKASSAI）- 「第1次PIZZAショック!!」木嶋りあ 役・「シャンタンスープ」大原まゆみ 役
- ENG 第十回公演『探偵なのに』（2019年10月9日 - 15日、シアターグリーン BIG TREE THEATER）- 五条門瑠璃華 役[19]
- Bobjack Theater vol.24『ノッキンオンヘブンズドア』（2019年11月13日 - 24日、上野ストアハウス） - 櫟沢みのり 役（ダブルキャスト）
- トキヲイキル第6回本公演『エアガール!』（2019年12月11日 - 15日、ぽんプラザホール）

2020年
- ENG 第11回公演『ニンギョヒメ』（2020年2月26日 - 3月2日、シアターグリーンBOX in BOX THEATER）- 主演[20]
- RID2020プロジェクト 朗読劇『READING LIVE DREAM 〜2020 in August〜』（2020年8月6日 - 16日、上野ストアハウス） - 猫田 役（ダブルキャスト）
- マルガリータ企画『マルガリータピザ2nd CUT』（2020年9月9日 - 13日、シアターミラクル）- 「チェーホフの銃」女 役
- トキヲイキル第7回本公演『検温しましょ』（福岡公演：2020年10月14日 - 18日、ぽんプラザホール / 東京公演：2021年1月20日 - 24日、上野ストアハウス）
- 宮崎理奈プロデュース公演2020『MIX！こんなベタなことが私におこるなんて』（2020年11月18日 - 23日、CBGKシブゲキ!!）- サクラ 役
- Bobjack Theater vol.25『ボブジャックの少し早い年忘れの宴「目を閉じておいでよ」』（2020年12月17日 - 27日、シアターKASSAI） - 二田原麦子 役

2021年
- ENG第13回公演『missing 〜強がり彼氏と食べちゃう彼女〜』（2021年3月10日 - 14日、六行会ホール） - クラウディア・コンセコー 役[21]
- 小泉りあプロデュース【飲食店コラボ配信演劇】『俺たちの青春焼肉大作戦!!』（2021年5月29日、オンライン）
- マルガリータ企画特別公演『PIZZA大戦争』（2021年6月23日 - 27日、新宿シアター・ミラクル） - 木嶋りあ 役[22]
- DMF/ENG提携公演 vol.6 『クレプトキング 月を見ていたかった兎』（2021年10月29日 - 11月7日[注 3]、シアターグリーン BIG TREE THEATER） - 貝塚咲雪 役
- トキヲイキル第8回公演『雨夜の星屑』（2021年11月24日 - 28日、ぽんプラザホール） - 大城充希 役[23]
- Bobjack Theater vol.26『ロング・グッドバイ〜ノッキンアナザー〜』（2021年12月22日 - 31日、シアターKASSAI） - 浮橋小夜子 役

2022年
- MNOP企画 朗読劇『誰も聞かないラジオの流れるカフェでのお話』（2022年1月19日 - 23日、バルスタジオ）
- 企画演劇集団ボクラ団義 暫定最終公演『耳があるなら蒼に聞け〜龍馬と十四人の志士〜』（2022年3月19日 - 27日、CBGKシブゲキ!!） - 千葉貞 役
- 宮崎理奈プロデュース Vol.3『オフィスの国のアリス』（2022年4月27日 - 5月1日[注 4]、 CBGKシブゲキ!!） - 宍野礼央 役
- ENG第15回公演『ロスト花婿』（2022年6月8日 - 12日、六行会ホール） - 主演・相良結羽那 役[26]
- 朝劇『恋の遠心力』（2022年5月15日・21日・22日・6月18日・9月10日・11月23日、NOS Bar&Dining 恵比寿） - さくら 役
- ツツシニウム #7『バカの声』（2022年7月1日 - 10日、キーノートシアター） - 陽子 役（トリプルキャスト）
- 渋谷2丁目劇場 キミに贈る朗読会『サトラレ』（2022年9月3日・4日、MsmileBOX）
- ENG第16回公演『S.O.S（エスオーエス）〜save our souls〜』（2022年9月21日 - 25日、中目黒キンケロシアター）- 栃木琴音 役[27]
- トキヲイキル5周年記念公演 『時ヲ生キル』（2022年11月9日 - 13日、レソラNTT夢天神ホール）- 綾絹 役

2023年
- アメツチ新人作家発掘プロジェクト 『ウブスナ vol.1 ミッドナイト・ホットスナック』（2023年2月1日 - 5日、シアターKASSAI）- 主演・サクラ 役[28]
- 朝劇『恋の遠心力』（2023年3月12日・5月7日・7月17日・9月24日、NOS Bar&Dining 恵比寿） - さくら 役
- 劇団6番シード30周年記念公演『Call Me Connect you 〜交渉人遠山弥生〜』（2023年4月6日 - 9日、六行会ホール）- 真壁芽以 役[29]
- UDA☆MAP Vol.12『Dressing Room』第一話「セリフを、合わせろっ！」（2023年6月29日 - 7月2日、ステージカフェ 下北沢亭） - 米津未来 役[30]
- Project Amythos 朗読公演『空の匣庭-Archives-』（2023年7月27日 - 30日、コフレリオ 新宿シアター） - TYPE A:カメリア / TYPE B:ミモザ 役[31]
- WaVe'S 第2回公演『恋獄プリズン』（2023年9月13日 - 17日、コフレリオ 新宿シアター） - 河合文香 役[32]
- OYUUGIKAIプロデュース Vol.3『OYUUGIKAI 2023』（2023年10月7日、シアターグリーンBOX in BOX THEATER） - 日替わりゲスト[33]
- Bobjack Theater 番外公演『ボブジャック秋の短編祭り』（2023年10月18日 - 22日、シアターKASSAI） - 二階堂真琴・バック・OL 役[34]

2024年
- 『菅生ゼミ休講のお知らせ 4期』（2024年3月18日 - 20日、新宿スターフィールド） - 山吹 役（シャッフル公演）
- 朝劇恵比寿『恋の遠心力』（2024年3月31日・8月24日・9月21日、NOS Bar&Dining 恵比寿） - さくら 役[35]
- Project Amythos『空の匣庭〜team CANAAN〜』（2024年4月25日 - 29日、萬劇場） - ラグエル 役[36]
- UDA☆MAP『魁☆パラダイムシフト』（2024年7月3日 - 7日、萬劇場） - シャベクリン 役[37]
- あち☆はちカーニバルvol.1『眠る鈴のクリスマス』（2024年7月31日、本所松坂亭劇場） - リンの母 役（日替わりゲスト）[38]
- トキヲイキル7周年記念公演『ライブズ アクロス タイム』（2024年10月9日 - 13日、ぽんプラザホール） - 局長補佐ハルカ 役[39]
- 劇団中馬式第9回公演『縺?§縺後∩様の花嫁』（2024年11月15日 -19日、新宿眼科画廊） - 東沙和 役
- 『絵本ノ森』（2024年11月30日、大塚ドリームシアター）
- Bobjack Theater vol.28『私たちはまだまだ平気』（2024年12月19日、上野ストアハウス） - ゲスト出演[40]
- Poppin'Showerプロデュースvol.2『星空ハーモニー2024』（2024年12月25日 - 29日、シアターグリーンBIG TREE THEATER） - 主演・織原姫歌 役（ダブルキャスト）[41]

2025年
- BE WOOD LIVE Produce『ミス・ホームズの婉麗奇譚 〜貌〜 』（2025年4月2日 - 6日、テアトルBONBON） - 萌珠多メアリー 役[42]
- YT企画×あいどるごっこ！舞台『univerSITY』（2025年5月3日 - 5日、ステージカフェ下北沢亭）
- 6Cプレゼンツ メイツプロジェクト『メイツ！〜ブラウン管の向こうへ〜』（2025年7月30日 - 8月3日、シアターグリーン BIG TREE THEATER） - 主演・チャコ 役[43][44]

公演延期・中止
- ミュージカル座 4月公演『アワード』（2020年4月15日 - 19日、かめありリリオホール）- 新型コロナウイルス感染症流行の影響で公演延期予定[45]
- Project Amythos 旗揚げ公演『空の匣庭』（2022年12月24日 - 27日、六行会ホール）- ラグエル 役（ダブルキャスト）[46]- 公演直前の出演者急病のため、森岡の所属するチームの公演中止[47]

### イベント
- キラチャレ 2016 九州予選（2016年8月21日、イオンモール福岡） - MC
- わーすた presents わんわんにゃんにゃん秋祭り（2018年11月22日・23日、よみうりランド）
- ラジオ日本/SANETTY Produce主催 宮崎理奈プロデュース『カンタータ THE LIVE』（2019年7月20日、ラジアントホール）[14]
- MORIOKA YU〜23rd Birthday Party〜（2019年8月4日、Naked Loft）
- バスツアー「にんげんっていいな」（2019年10月22日、山梨県）
- 森岡悠と忘年会 in 福岡!（2019年12月16日、福岡県）
- MORIOKA YU Birthday event -25-（2021年7月17日、赤坂CHANCEシアター）- ゲスト：南ななこ
- \MORIOKA YU/ BIRTHDAY EVENT -26- （2022年7月24日、πTOKYO）- ゲスト：南ななこ
- SUPER☆GiRLS「金澤有希 プロデュース公演 "ありがとう 〜これが私のアイスト道〜"」（2022年10月10日、duo MUSIC EXCHANGE）
- 写真展 うたう! 役者100展 （2022年12月23日 - 27日・2023年1月4日 - 9日、東京芸術劇場 ギャラリー2&アトリエウエスト/2023年1月31日 - 2月5日、京都・同時代ギャラリー ギャラリー&ギャラリービス&コラージュブリュス）
- 1部FC EVENT・2部 10年来のお友達SAKIと初めての2人イベント 2 VALENTINE EVENT WITH SAKI（2023年2月18日、恵比寿ガーデンプレイスタワー13F）- ゲスト：櫻井紗季
- #麻細『脚本○○9割』の会 vol.27（2023年2月19日、AGALINE高円寺）
- 森岡悠バースデーイベント2023 （2023年7月9日、ステージカフェ 下北沢亭）- ゲスト：第1部 南ななこ、第2部 池澤汐音・MC - 蜂巢和紀

### その他
- WEBコラム連載「SCRAMBLE」（2019年7月8日 - 、フォッグ）